# Wielkie pokuszenie; Bieliński i jednorożec
Wielkie pokuszenie; Bieliński i jednorożec – dwa eseje Czesława Miłosza wydane w 2002 r. w Toruniu.

## Wielkie pokuszenie
Esej Wielkie pokuszenie. Dramat intelektualistów w krajach demokracji ludowej (La grande tentation), napisany w języku francuskim w Paryżu w 1951 r., został wygłoszony przez autora na konferencji Kongresu Wolności Kultury, która odbyła się w dniach 10-15 września 1951 r. w Andlau k. Strasburga. Ukazał się drukiem w „Prevues” w listopadzie 1951 r. następnie przetłumaczony został na języki: włoski, duński, niemiecki, hiszpański i angielski. Tezy zawarte w eseju rozwinął później Miłosz w „Zniewolonym umyśle”. Esej z języka francuskiego przełożyła Aleksandra Machowska.
Zawartość:
- Problem ucieczki
- Taktyka

1. Dawać i nie żądać najpierw  nic w zamian
2. Zwiększać presję stopniowo, tak, by nie wytworzył się opór psychiczny
3. Wlać nowe wino do starych bukłaków
4. Unikać, jak tylko jest to możliwe, bezpośredniego nacisku i posługiwać się presją sytuacji
5. Nie pozwalać, aby w grupie utworzyły się więzy solidarności

- Transformacje

1. Historyczna konieczność
2. Integracja intelektualisty
3. Rytm życia
4. Konieczność praktyczna

- Zachód
- Konkluzja

## Bieliński i jednorożec
Esej Bieliński i jednorożec (Bielinski et la licorne) odczytany został przez Miłosza na Konferencji Kongresu Wolności Kultury („The Future of Freedom”) zorganizowanej w dniach 12-17 września 1955 r. w Mediolanie. Ukazał się jako materiał konferencyjny w językach francuskim i angielskim w skróconej wersji. 
Zawartość:
- Bieliński
- Odwilż
- Jednorożec

Teksty w polskiej wersji językowej ukazały się po raz pierwszy w roczniku „Archiwum Emigracji” w Toruniu. Pierwszy, wraz z wersją francuską, w tomie 1. (1998), drugi, także w języku francuskim,  w tomie 4. (2001). Pierwsze książkowe wydanie esejów ukazało się w serii literackiej „Archiwum Emigracji”, jako tom 11, z okazji piątej rocznicy powstania rocznika.

## Przekłady na języki obce
- Den store fristelse, København: Selskabet for Frihed og Kultur, 1954
- La grande tentation. Le drame des intellectuels dans les démocraties populaires, Paris: Société des éditions des Amis de la liberté, 1951
- La grande tentazione, el drama intellettuali nella democrazie popolari,  Roma: Associazione italiana per la liberta della cultura, 1952